# Centromedon typhlops
Centromedon typhlops is een vlokreeftensoort uit de familie van de Uristidae. De wetenschappelijke naam van de soort werd in 1879 voor het eerst geldig gepubliceerd door Georg Ossian Sars.